# Eduard Campabadal
Eduard Campabadal Clarós (ur. 26 stycznia 1993 w Tarragona) – hiszpański piłkarz występujący na pozycji obrońcy w CD Lugo.

## Kariera Klubowa

### Wigan Athletic
Campabadal przeszedł do Wigan Athletic z Barcelony w lipcu 2012 roku. W angielskim zespole zadebiutował w ostatniej kolejce Premier League, zremisowanym 2–2 z Aston Villą.

### Córdoba
21 lipca 2013 roku podpisał 2-letni kontrakt z Córdobą. Początkowo występował w rezerwach, ale 8 grudnia 2013 roku zadebiutował w pierwszym zespole, przegrywając 1–2 z Realem Saragossa. Campabadal razem z zespołem awansował do Primera División. Debiut nastąpił już w pierwszej serii spotkań, Córdoba CF, zremisowała 1–1 z Almeríą.

### Statystyki klubowe
| Sezon   | Klub           | Kraj      | Liga               | Mecze | Bramki | Puchar Kraju | Mecze | Bramki |
| ------- | -------------- | --------- | ------------------ | ----- | ------ | ------------ | ----- | ------ |
| 2012/13 | Wigan Athletic | Anglia    | Premier League     | 1     | 0      | -            | -     | -      |
| 2013/14 | Córdoba B      | Hiszpania | Segunda División B | 26    | 3      | -            | -     | -      |
| 2013/14 | Córdoba CF     | Hiszpania | Segunda División   | 17    | 0      | Puchar Króla | 1     | 0      |
| 2014/15 | Córdoba CF     | Hiszpania | Primera División   | 14    | 0      | -            | -     | -      |
| 2015/16 | RCD Mallorca   | Hiszpania | Segunda División   | 34    | 0      | -            | -     | -      |
| 2016/17 | RCD Mallorca   | Hiszpania | Segunda División   | 26    | 0      | -            | -     | -      |
| 2017/18 | CD Lugo        | Hiszpania | Segunda División   | 16    | 0      | -            | -     | -      |
| 2018/19 | CD Lugo        | Hiszpania | Segunda División   | 26    | 0      | Puchar Króla | 2     | 0      |

Stan na: 3 czerwca 2019